# Baldwin (pomme)
Pour les articles homonymes, voir Baldwin.

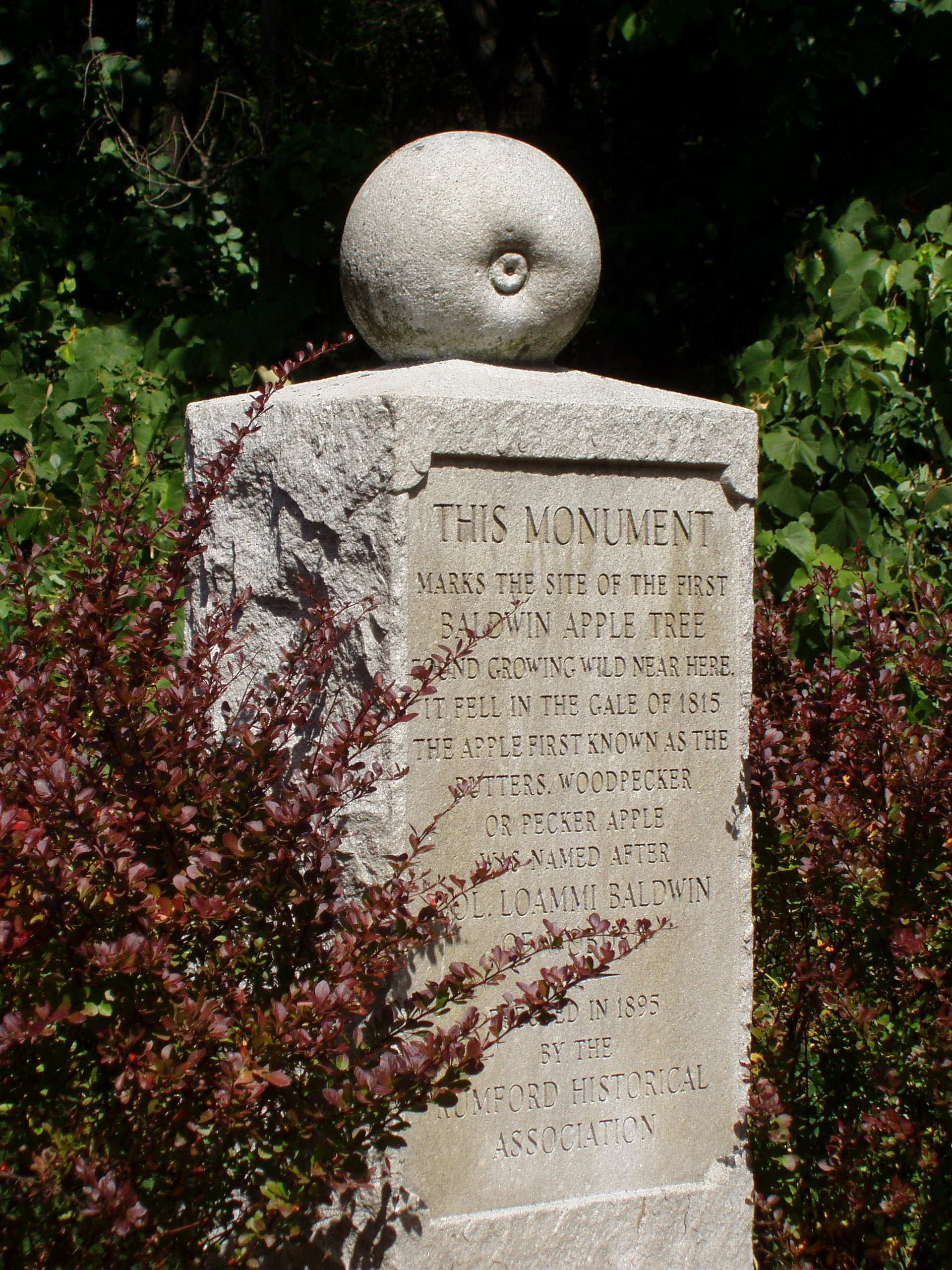
Monument érigé en 1895 par le Rumford Historical Association et commémorant le site d'origine de la pomme Baldwin, Wilmington.

Baldwin est le nom d'un cultivar de pommier domestique anciennement très populaire en Nouvelle-Angleterre. Il est assez rare aujourd'hui.

## Origine
Le cultivar de pommier Baldwin est issu d'un semis chanceux survenu vers 1740 dans la ferme de John Ball, à Wilmington dans le Massachusetts. Pendant 40 ans, la variété ne fut cultivée que dans le voisinage. La ferme fut ensuite rachetée par M. Butters, qui renomma la variété Woodpecker (pic vert) car le pommier était fréquenté par des pics verts. La variété fut alors connue localement sous le nom de Woodpecker ou Pecker ou Butters. Deacon Samuel Thompson, un arpenteur de Woburn, en parla au colonel Loammi Baldwin, un de ses voisins. Celui-ci propagea la variété dans tout le Massachusetts à partir de 1784. La variété fut alors renommée "Baldwin" et fut commercialisée dans tout le nord-est américain.
André Leroy l'importa en France en 1849.

## Description
La Baldwin est une pomme jaune lavée de rouge carminée. Il existe une variante rouge vif appelée 'Red Baldwin'.
De très bonne qualité, la Baldwin supporte bien le transport.
Sa chair jaunâtre est fine, ferme, juteuse et croquante.

## Culture
Le pommier 'Baldwin' est un arbre vigoureux à fertilité médiocre. Il a tendance à l'alternance mais résiste bien naturellement aux diverses maladies et parasites excepté sa forte sensibilité à l'oïdium.
La Baldwin est mature de novembre à mars.